# Danuta Szaflarska
Danuta Szaflarska, née le 6 février 1915 à Kosarzyska en Pologne et morte le 19 février 2017 à Varsovie,,, est une actrice polonaise.

## Biographie
Pendant la Seconde Guerre mondiale, elle participe à l'Insurrection de Varsovie en tant que courrier.

### Vie privée
Danuta Szaflarska fut mariée en premières noces au musicien Jan Ekier.

## Filmographie
- 2013 : Inny świat
- 2012 : Pokłosie
- 2009 : Janosik. Prawdziwa historia
- 2008 : Ile waży koń trojański?
- 2008 : Jeszcze nie wieczór
- 2007 : Pora umierać
- 2003 : Królowa chmur
- 2001 : Listy miłosne
- 2001 : Przedwiośnie
- 2000 : Nieznana opowieść wigilijna
- 2000 : Żółty szalik
- 1999 : Egzekutor
- 1999 : Torowisko
- 1999 : Tydzień z życia mężczyzny
- 1998 : Nic
- 1997 : Księga wielkich życzeń
- 1996 : Spóźniona podróż
- 1994 : Faustyna
- 1993 : Pajęczarki
- 1993 : Pożegnanie z Marią
- 1991 : Diabły, diabły
- 1991 : Skarga
- 1990 : Korczak
- 1989 : Babisia
- 1986 : Pokój dziecinny
- 1982 : Sur les bords de l'Issa (Dolina Issy)
- 1978 : Umarli rzucają cień
- 1978 : Wsteczny bieg
- 1967 : To jest twój nowy syn
- 1962 : L'Impossible adieu
- 1962 : Głos z tamtego świata
- 1961 : Dziś w nocy umrze miasto
- 1961 : Ludzie z pociągu
- 1959 : Milcząca Gwiazda
- 1956 : Zemsta
- 1953 : Domek z kart
- 1950 : Warszawska premiera
- 1949 : Une Chaumière et un cœur
- 1946 : Dwie godziny
- 1946 : Chansons interdites

## Récompenses cinématographiques
- Festival du film polonais de Gdynia :
  - Meilleur rôle féminin
- Orły :
  - Aigle de la meilleure actrice dans un second rôle pour le rôle de Stanisława Zwierzyńska dans Ile wazy kon trojanski?, en 2009
  - Aigle de la meilleure actrice pour le rôle d' « Aniela Walter » dans Pora umierac, en 2008
  - Aigle de l'œuvre d'une vie en 2012
- Festival du film polonais de Gdynia :
  - Meilleure actrice dans Pora umierac, en 2007
  - Meilleur second rôle féminin dans Pozegnanie z Maria, en 1993
  - Meilleur second rôle féminin dans Diably, diably, en 1991
- Festival Camerimage :
  - Récompense pour l'ensemble de sa carrière, en 2004

## Distinctions et honneurs
- Son étoile figure dans l'allée des Célébrités de Łódź
- Médaille d'or Gloria Artis en 2007
- L'Association des Artistes Polonais lui décerne pour l'année théâtrale 2013 le Prix Gustaw.